# 야광배
야광배(夜光杯)는 옥(玉)으로 만든 잔으로 중국 간쑤성(甘粛省) 주취안(酒泉)의 특산품 가운데 하나이다.

## 개요
전한 무제(武帝) 때의 동방삭(東方朔)이 지은 《해내십주기》(海内十洲記) 봉린주(鳳麟洲)조에는 이렇게 기재되어 있다.
주 목왕(周穆王)의 치세에 서호(西胡)가 곤오할옥도(昆吾割玉刀)와 야광상만배(夜光常満杯)를 바쳤다. 칼은 길이가 한 자 남짓이었고, 잔은 석 되들이 크기였다. 칼이 옥을 베는 것은 마치 진흙을 베는 듯 했고, 잔은 으뜸가는 옥의 정수로써 그 빛이 밤에도 환하게 비추었다.

이 자료를 통해 중국 서주(西周) 시대에 이미 야광배가 중국 정권에 대한 헌상품으로 바쳐졌던 역사가 있었음을 알 수 있다. 다만 이 시기는 호탄산 옥으로 야광배를 제작해 장안(長安)이나 낙양(洛陽) 땅까지 운반되었다.
훗날 운송 중에 야광배가 간단히 깨져버리는 일이 빈발하자 호탄산 옥을 주천(酒泉) 땅으로 옮겨 그곳에서 야광배를 가공해다 운송하게 되었다. 나아가 훗날 호탄에서 옥이 산출되지 않게 되자 기련산(祁連山)에서 가져온 주천의 옥을 써서 야광배를 만들게 되었다.
주천산 옥은 그 색에 따라 묵옥(墨玉), 벽옥(碧玉), 황옥(黄玉)으로 분류되며 모두 야광배 제작에 사용된다. 야광배의 문양은 천연 형성된 것이다. 그 묵옥은 검기가 마치 옻칠한 것 같고, 푸르기는 비취와 같고, 희기는 양의 기름 같다, 고 전해져 왔다. 고온이나 저온에도 견디는 특징이 있어 아무리 더운 술이나 차가운 술을 담아도 부서지지 않는다.
깊은 밤에 술을 채워 달빛 아래 그것을 가져다 두면 잔에 그 달빛이 투영되어 환하게 빛난다 해서 야광배라는 이름을 얻게 되었다.

## 왕한의 《양주사》
야광배는 사람들에게 널리 알려진 물건으로 특히 당대(唐代)의 시인 왕한(王翰)이 저술한 양주사(涼州詞)에도 등장한다.
| 양주사(凉州詞)(일부) |                                            |
| 葡萄美酒夜光杯       | 맛 좋은 포도주 야광배에 담아 마시려니      |
| 欲陰琵琶馬上催       | 비파가 말 위에서 재촉하오                  |
| 醉臥沙場君莫笑       | 취해 모래 위에 널브러져도 그대 웃지 말지니 |
| 古來征戰幾人回       | 예로부터 전장 나갔다 살아온 이가 몇이었소  |

## 같이 보기
- 당시(唐詩)
- 실크로드